# As Lembranças Vão na Mala
"As Lembranças Vão na Mala" é o quinto single lançado pelo cantor brasileiro Luan Santana extraído do DVD Ao Vivo no Rio. Liderou entre as canções mais executadas no Brasil em setembro de 2011. 

## Desempenho nas tabelas musicais

### Posições
| Tabela musical (2011)                                     | Melhor posição |
| --------------------------------------------------------- | -------------- |
| Billboard Brasil Hot 100 Airplay                          | 1              |
| Billboard Brasil Hot Popular Songs                        | 1              |
| Billboard Brasil Brasil Regional Campinas Hot Songs       | 4              |
| Billboard Brasil Brasil Regional Ribeirão Preto Hot Songs | 1              |

## Histórico de lançamento
| País   | Data                | Formato | Gravadora |
| ------ | ------------------- | ------- | --------- |
| Brasil | 18 de julho de 2011 | Airplay | Som Livre |